# 木本和久
木本 和久（きもと かずひさ、1969年6月7日 - ）は福岡県を拠点に活動するディスクジョッキー（DJ）であり、また歯科医師、ライターでもある。福岡県出身。血液型B型。

## 人物
- 1973年に公開された映画「アメリカン・グラフィティ」で、ウルフマン・ジャックが演じる町一番の人気DJの姿に魅了されて、ラジオDJに憧れをもっていた。
- 高校時代はバンド活動とともにサッカー部で活躍した。運動神経はとても良い。
- CROSS FMの開局後、DJのオーディションを受け合格、ナビゲーター（DJ）や番組ディレクターを務めていたが、2008年春の改編に伴い同局での仕事を降板しており、現在は担当するラジオ番組はない。
- 福岡のクラブシーン情報や音楽を中心とした番組作りを手掛け、現在同局で担当していた「ELE-TOPIA」は前身番組を含め10年以上の長寿番組となった。
- 以前同局で「CROSS POWER CAST」「CINEMA CAFE」を担当していたCrazy Funky TOMYとは師弟関係。
- 平日の日中は北九州市小倉北区にて歯科医院を営む。
- クラブDJとしての一面も持ちつつ、執筆活動にも力を入れている（後述）。
- 201booksを毎日西部会館内でオープン。古本と活版印刷、リーバイス501を中心に販売。
- 2014年５月より、CROSS FMにて番組制作復帰。親子向けのニュース番組【ニュースドリル】を制作。この番組は、全編、ボーカロイドのMCが担当するスタイルで、本人は喋っていない。
- 2016年より姉妹店【199 books】に選書をスタート。

## 担当していた番組

### CROSS FM
- MIDNIGHT WALK（彼自身の最初の担当番組）
- CLUB CHAOS（この番組では番組内で使うコントの脚本書きもやっていた）
- HEALING SOUND WAVE
- FLYNIG BUTTERFLY
- RAVER'S HILL
- NEW ELECTRONICA
- ELE-TOPIA
- MOONY NOON（2000年10月～2001年3月 月〜木 12:00〜13:00、この番組ではディレクターを担当、ナビゲーターは立山律子）
- NOONY MOON （2000年10月～2001年3月 土 27:00〜29:00）
- COLLEGE RADIO JAPAN （この番組ではディレクターを担当）

### 番組の特色
- 「LESS TALK, MORE MUSIC」が彼のラジオ番組に対する姿勢であり、番組中は出来るだけ無駄なしゃべりを省くよう心掛けていた。

## 「AIR SILKY」「零（ZERO）」 と「聴雨居」
一時期はCROSS FMの特別番組や「ELE-TOPIA」の1コーナーとして放送されていた「AIR SILKY」であるが（詳細はELE-TOPIA「AIR SILKY」の項を参照）、現在も福岡県を中心に活躍するカメラマン木寺一路の撮影した写真と、木本自身が作成したノンストップミックスを聞いて楽しむクラブイヴェントとして毎月第2火曜日の夜、北九州市小倉北区のクラブ・カフェバー「メガヘルツ」でレギュラーイヴェントとして行われている。
この「AIR SILKY」が2006年6月26日Apple Store福岡天神店にて行われたイヴェント辺りからスタイルが変わっていく。それまで木寺一路が写真を手掛け、木本和久は音楽のみを担当していたがこのイヴェント辺りから文章を手掛けるようになり（また木寺一路率いるフォトスタジオ「Fu.」の写真展でも彼が文章を手掛けている）、ブログ「AIR SILKY」もスタート、音楽と映像が融合したクラブイヴェントであった「AIR SILKY」はもっとフリースタイルなものに変わっていった。またこのブログに掲載された文章と木寺一路の写真で構成された本「AIR SILKY」が2007年8月発刊、2008年10月には第2弾が発刊されている。これらの本は木寺一路が主宰するフォトスタジオ「Fu.」のホームページから購入することが出来る。
さらには2008年8月、地元スタイリストと木寺一路の写真、木本和久の書き下ろし短編小説で綴られた月刊誌「零（ZERO）」も出版している。これらの活動と並行して小倉北区内の小説家の居宅を借りてギャラリー「聴雨居（ちょううきょ）」を構える。ギャラリーのテーマは「花を売らない花屋」。